# Alberni-Pacific Rim (circonscription britanno-colombienne)
Pour les articles homonymes, voir Alberni et Pacific Rim.
Circonscription électorale provinciale du Canada
Alberni-Pacific Rim est une ancienne circonscription provinciale de la Colombie-Britannique représentée à l'Assemblée législative de la Colombie-Britannique de 2009 à 2017.

## Géographie
La circonscription représentait les villes de Port Alberni, Tofino et Ucluelet sur l'île de Vancouver.

## Liste des députés
| Législature                                                  | Années                                                       | Député                                                       | Député                                                       | Parti                                                        |
| Alberni-Pacific Rim Circonscription issue d'Alberni-Qualicum | Alberni-Pacific Rim Circonscription issue d'Alberni-Qualicum | Alberni-Pacific Rim Circonscription issue d'Alberni-Qualicum | Alberni-Pacific Rim Circonscription issue d'Alberni-Qualicum | Alberni-Pacific Rim Circonscription issue d'Alberni-Qualicum |
| ------------------------------------------------------------ | ------------------------------------------------------------ | ------------------------------------------------------------ | ------------------------------------------------------------ | ------------------------------------------------------------ |
| 39e                                                          | 2009–2013                                                    |                                                              | Scott Fraser                                                 | Néo-démocrate                                                |
| 40e                                                          | 2013–2017                                                    |                                                              | Scott Fraser                                                 | Néo-démocrate                                                |
| Circonscription abolie, voir Mid Island-Pacific Rim          |                                                              |                                                              |                                                              |                                                              |